# Aziatisch kampioenschap voetbal 2023

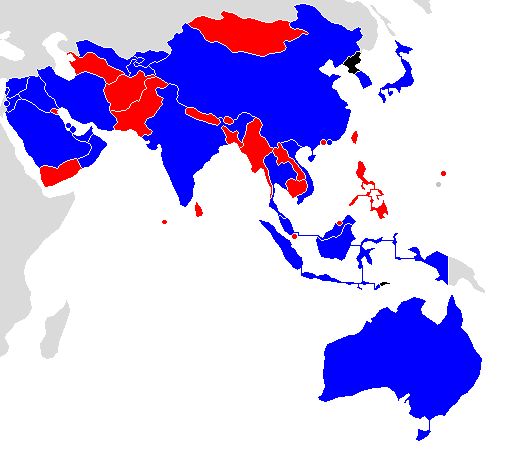
Gekwalificeerd
Niet gekwalificeerd
Niet deelgenomen
Geen AFC-lid

Het Aziatisch kampioenschap voetbal 2023 was de achttiende editie van het continentale voetbalkampioenschap. Aan het toernooi deden 24 landen mee, een uitbreiding ten opzichte van het aantal teams dat meedeed in 2019. Het gastland Qatar wist voor de tweede keer het toernooi te winnen, door met 3–1 van Jordanië te winnen in de finale. Daarmee wist Qatar zijn titel te prolongeren, na in 2019 ook al het toernooi te winnen.
De wedstrijden stonden aanvankelijk gepland tussen 16 juni en 16 juli 2023. Doordat in diezelfde periode Qatar deelnam aan de Gold Cup werd het verplaatst naar januari 2024.

## Gastland
Op 4 juni 2019 werd bekendgemaakt dat het toernooi gespeeld zou worden in China. India, Indonesië, Thailand en Zuid-Korea hadden zich eerder kandidaat gesteld, maar deze landen hadden zich teruggetrokken. Op 14 mei 2022 werd echter bekendgemaakt dat dit niet door kon gaan vanwege de Coronacrisis en de strenge maatregelen die in China gelden.
Voor de nieuwe aanmelding (bid) werd oorspronkelijk de deadline van 30 juni 2022 gesteld, dit werd later uitgesteld naar 15 juli 2022 gesteld. Landen konden voor die datum kenbaar maken dat ze het toernooi wilden organiseren. Er hadden zich vier landen aangemeld, dat waren Zuid-Korea, Japan, Australië en Indonesië. Op 17 oktober 2022 werd bekendgemaakt dat Qatar gastland zal zijn.

## Kwalificatie
De kwalificatie begon in juni 2019 en eindigde in maart 2022.

### Lijst van gekwalificeerde teams
| Land                         | Gekwalificeerd als     | Kwalificatiedatum | Aantal deelnames in toernooi (vorige deelnames)                                          |
| ---------------------------- | ---------------------- | ----------------- | ---------------------------------------------------------------------------------------- |
| Syrië                        | WK kwalificatiegroep A | 7 juni 2021       | 7e (1980, 1984, 1988, 1996, 2011, 2019)                                                  |
| China                        | WK kwalificatiegroep A | 15 juni 2021      | 13e (1976, 1980, 1984, 1988, 1992, 1996, 2000, 2004, 2007, 2011, 2015, 2019)             |
| Australië                    | WK kwalificatiegroep B | 11 juni 2021      | 5e (2007, 2011, 2015, 2019)                                                              |
| Iran                         | WK kwalificatiegroep C | 15 juni 2021      | 15e (1968, 1972, 1976, 1980, 1984, 1988, 1992, 1996, 2000, 2004, 2007, 2011, 2015, 2019) |
| Irak                         | WK kwalificatiegroep C | 15 juni 2021      | 10e (1972, 1976, 1996, 2000, 2004, 2007, 2011, 2015, 2019)                               |
| Saoedi-Arabië                | WK kwalificatiegroep D | 15 juni 2021      | 11e (1984, 1988, 1992, 1996, 2000, 2004, 2007, 2011, 2015, 2019)                         |
| Qatar                        | WK kwalificatiegroep E | 7 juni 2021       | 11e (1980, 1984, 1988, 1992, 2000, 2004, 2007, 2011, 2015, 2019)                         |
| Oman                         | WK kwalificatiegroep E | 15 juni 2021      | 5e (2004, 2007, 2015, 2019)                                                              |
| Japan                        | WK kwalificatiegroep F | 28 mei 2021       | 11e (1988, 1992, 1996, 2000, 2004, 2007, 2011, 2015, 2019)                               |
| Verenigde Arabische Emiraten | WK kwalificatiegroep G | 15 juni 2021      | 11e (1980, 1984, 1988, 1992, 1996, 2004, 2007, 2011, 2015, 2019)                         |
| Vietnam                      | WK kwalificatiegroep G | 15 juni 2021      | 5e (1956, 1960, 2007, 2019)                                                              |
| Zuid-Korea                   | WK kwalificatiegroep H | 9 juni 2021       | 15e (1956, 1960, 1964, 1972, 1980, 1984, 1988, 1996, 2000, 2004, 2007, 2011, 2015, 2019) |
| Libanon                      | WK kwalificatiegroep H | 15 juni 2021      | 3e (2000, 2019)                                                                          |
| Jordanië                     | Derde ronde groep A    | 14 juni 2022      | 5e (2004, 2011, 2015, 2019)                                                              |
| Indonesië                    | Derde ronde groep A    | 14 juni 2022      | 5e (1996, 2000, 2004, 2007)                                                              |
| Palestina                    | Derde ronde groep B    | 14 juni 2022      | 3e (2015, 2019)                                                                          |
| Thailand                     | Derde ronde groep C    | 14 juni 2022      | 8e (1972, 1992, 1996, 2000, 2004, 2007, 2019)                                            |
| Oezbekistan                  | Derde ronde groep C    | 14 juni 2022      | 8e (1996, 2000, 2004, 2007, 2011, 2015, 2019)                                            |
| Hongkong                     | Derde ronde groep D    | 14 juni 2022      | 4e (1956, 1964, 1968)                                                                    |
| India                        | Derde ronde groep D    | 14 juni 2022      | 5e (1964, 1984, 2011, 2019)                                                              |
| Maleisië                     | Derde ronde groep E    | 14 juni 2022      | 4e (1976, 1980, 2007)                                                                    |
| Bahrein                      | Derde ronde groep E    | 14 juni 2022      | 7e (1988, 2004, 2007, 2011, 2015, 2019)                                                  |
| Kirgizië                     | Derde ronde groep F    | 14 juni 2022      | 2e (2019)                                                                                |
| Tadzjikistan                 | Derde ronde groep F    | 14 juni 2022      | 1e (debuut)                                                                              |

## Speelsteden
| Ar Rayyan                                           | Ar Rayyan                                        | · Doha Lusail Al Khawr Al Wakrah Ar Rayyan | · Doha Lusail Al Khawr Al Wakrah Ar Rayyan | · Doha Lusail Al Khawr Al Wakrah Ar Rayyan |
| Education Citystadion (Capaciteit: 44.667)          | Ahmed bin Alistadion (Capaciteit: 45.032)        | · Doha Lusail Al Khawr Al Wakrah Ar Rayyan | · Doha Lusail Al Khawr Al Wakrah Ar Rayyan | · Doha Lusail Al Khawr Al Wakrah Ar Rayyan |
| Khalifa Internationaal Stadion (Capaciteit: 45.857) | Jassim Bin Hamadstadion (Capaciteit: 15.000)     | · Doha Lusail Al Khawr Al Wakrah Ar Rayyan | · Doha Lusail Al Khawr Al Wakrah Ar Rayyan | · Doha Lusail Al Khawr Al Wakrah Ar Rayyan |
| Doha                                                |                                                  | · Doha Lusail Al Khawr Al Wakrah Ar Rayyan | · Doha Lusail Al Khawr Al Wakrah Ar Rayyan | · Doha Lusail Al Khawr Al Wakrah Ar Rayyan |
| Al Thumamastadion (Capaciteit: 44.400)              | Abdullah bin Khalifastadion (Capaciteit: 10.000) | · Doha Lusail Al Khawr Al Wakrah Ar Rayyan | · Doha Lusail Al Khawr Al Wakrah Ar Rayyan | · Doha Lusail Al Khawr Al Wakrah Ar Rayyan |
| Al Wakrah                                           | Al Khawr                                         | Lusail                                     |                                            |                                            |
| Al Janoubstadion (Capaciteit: 44.325)               | Al Baytstadion (Capaciteit: 68.895)              | Lusailstadion (Capaciteit: 88.966)         |                                            |                                            |

## Loting
De loting werd gehouden in Katara Opera House in Doha op 11 mei 2023 om 14:00 (UTC+3).
| Pot 1                                                                                        | Pot 2                                                                     | Pot 3                                                                          | Pot 4                                                                                       |
| -------------------------------------------------------------------------------------------- | ------------------------------------------------------------------------- | ------------------------------------------------------------------------------ | ------------------------------------------------------------------------------------------- |
| Qatar (61) (gastland) Japan (20) Iran (24) Zuid-Korea (27) Australië (29) Saoedi-Arabië (54) | Irak (67) V.A.E. (72) Oman (73) Oezbekistan (74) China (81) Jordanië (84) | Bahrein (85) Syrië (90) Palestina (93) Vietnam (95) Kirgizië (96) Libanon (99) | India (101) Tadzjikistan (109) Thailand (114) Maleisië (138) Hongkong (147) Indonesië (149) |

#### Groepen
De landen werden verdeeld over de groepen A tot en met F. Bij deze loting werden de landen uit de laagst geklasseerde pot als eerste verdeeld over de groepen. De landen uit pot 1 kregen allemaal de eerste positie in de poule (A1 tot en met F1). De andere posities, van de landen uit pot 2, 3 en 4 werden daarna geloot. De posities in de groepen bepalen de volgorde van de wedstrijden.
| Positie | Team         |
| ------- | ------------ |
| A1      | Qatar        |
| A2      | China        |
| A3      | Tadzjikistan |
| A4      | Libanon      |

| Positie | Team        |
| ------- | ----------- |
| B1      | Australië   |
| B2      | Oezbekistan |
| B3      | Syrië       |
| B4      | India       |

| Positie | Team                         |
| ------- | ---------------------------- |
| C1      | Iran                         |
| C2      | Verenigde Arabische Emiraten |
| C3      | Hongkong                     |
| C4      | Palestina                    |

| Positie | Team      |
| ------- | --------- |
| D1      | Japan     |
| D2      | Indonesië |
| D3      | Irak      |
| D4      | Vietnam   |

| Positie | Team       |
| ------- | ---------- |
| E1      | Zuid-Korea |
| E2      | Maleisië   |
| E3      | Jordanië   |
| E4      | Bahrein    |

| Positie | Team          |
| ------- | ------------- |
| F1      | Saoedi-Arabië |
| F2      | Thailand      |
| F3      | Kirgizië      |
| F4      | Oman          |

## Groepsfase

### Beslissingscriteria
Als twee of meer landen in de groep gelijk eindigen in punten worden de volgende criteria afgewerkt om te bepalen welk landen boven de ander(e) eindigt:
1. Punten behaald in de onderlinge wedstrijden;
2. Doelsaldo behaald in de onderlinge wedstrijden;
3. Aantal doelpunten gescoord in de onderlinge wedstrijden;
4. Als meer dan twee landen gelijk eindigen en er zijn, na het toepassen van bovenstaande criteria, nog steeds een aantal van die landen gelijk dan wordt met die landen de bovenstaande criteria nogmaals toegepast;
5. Doelsaldo in alle groepswedstrijden;
6. Aantal doelpunten gescoord in alle groepswedstrijden.
7. Als de twee landen die gelijk eindigen in de laatste groepswedstrijden tegen elkaar spelen bepaalt een strafschoppenserie welk landen boven de ander eindigt;
8. Disciplinaire punten (gele kaart = 1 punt, rode kaart na twee gele kaarten = 3 punten, directe rode kaart = 3 punten, gele kaart gevolgd door een directe rode kaart = 4 punten);
9. Loting

### Groep A
| Pos | Team         | Wed | W | G | V | Ptn | DV | DT | +/− | Kwalificatie       |
| --- | ------------ | --- | - | - | - | --- | -- | -- | --- | ------------------ |
| 1   | Qatar (G)    | 3   | 3 | 0 | 0 | 9   | 5  | 0  | +5  | Naar knock-outfase |
| 2   | Tadzjikistan | 3   | 1 | 1 | 1 | 4   | 2  | 2  | 0   | Naar knock-outfase |
| 3   | China        | 3   | 0 | 2 | 1 | 2   | 0  | 1  | −1  |                    |
| 4   | Libanon      | 3   | 0 | 1 | 2 | 1   | 1  | 5  | −4  |                    |

|                                                  |                         |         |         |                                                                            |
| 12 januari 2024 «onderlinge duels» 19:00 (UTC+3) | Qatar                   | 3 – 0   | Libanon | Lusailstadion, Lusail Toeschouwers: 82.490 Scheidsrechter: Alireza Faghani |
| 12 januari 2024 «onderlinge duels» 19:00 (UTC+3) | Afif 45', 90+6' Ali 56' | Verslag |         | Lusailstadion, Lusail Toeschouwers: 82.490 Scheidsrechter: Alireza Faghani |

|                                                  |         |       |              |                                                                                          |
| 13 januari 2024 «onderlinge duels» 17:30 (UTC+3) | China   | 0 – 0 | Tadzjikistan | Abdullah bin Khalifastadion, Doha Toeschouwers: 4.001 Scheidsrechter: Mohammed Al Hoaish |
| 13 januari 2024 «onderlinge duels» 17:30 (UTC+3) | Verslag |       |              | Abdullah bin Khalifastadion, Doha Toeschouwers: 4.001 Scheidsrechter: Mohammed Al Hoaish |

|                                                  |         |       |       |                                                                           |
| 17 januari 2024 «onderlinge duels» 14:30 (UTC+3) | Libanon | 0 – 0 | China | Al Thumamastadion, Doha Toeschouwers: 14.137 Scheidsrechter: Ko Hyung-jin |
| 17 januari 2024 «onderlinge duels» 14:30 (UTC+3) | Verslag |       |       | Al Thumamastadion, Doha Toeschouwers: 14.137 Scheidsrechter: Ko Hyung-jin |

|                                                  |              |         |          |                                                                               |
| 17 januari 2024 «onderlinge duels» 17:30 (UTC+3) | Tadzjikistan | 0 – 1   | Qatar    | Al Baytstadion, Al Khawr Toeschouwers: 57.460 Scheidsrechter: Hiroyuki Kimura |
| 17 januari 2024 «onderlinge duels» 17:30 (UTC+3) | Kamolov 81'  | Verslag | 17' Afif | Al Baytstadion, Al Khawr Toeschouwers: 57.460 Scheidsrechter: Hiroyuki Kimura |

|                                                  |               |         |       |                                                                                                |
| 22 januari 2024 «onderlinge duels» 18:00 (UTC+3) | Qatar         | 1 – 0   | China | Khalifa Internationaal Stadion, Ar Rayyan Toeschouwers: 42.104 Scheidsrechter: Abdullah Jamali |
| 22 januari 2024 «onderlinge duels» 18:00 (UTC+3) | Al-Haydos 66' | Verslag |       | Khalifa Internationaal Stadion, Ar Rayyan Toeschouwers: 42.104 Scheidsrechter: Abdullah Jamali |

|                                                  |                                 |         |                       |                                                                                              |
| 22 januari 2024 «onderlinge duels» 18:00 (UTC+3) | Tadzjikistan                    | 2 – 1   | Libanon               | Jassim Bin Hamadstadion, Ar Rayyan Toeschouwers: 11.843 Scheidsrechter: Mohanad Qasim Sarray |
| 22 januari 2024 «onderlinge duels» 18:00 (UTC+3) | Oemarbajev 80' Hamrokulov 90+2' | Verslag | 47' Jradi 56' El Zein | Jassim Bin Hamadstadion, Ar Rayyan Toeschouwers: 11.843 Scheidsrechter: Mohanad Qasim Sarray |

### Groep B
| Pos | Team        | Wed | W | G | V | Ptn | DV | DT | +/− | Kwalificatie       |
| --- | ----------- | --- | - | - | - | --- | -- | -- | --- | ------------------ |
| 1   | Australië   | 3   | 2 | 1 | 0 | 7   | 4  | 1  | +3  | Naar knock-outfase |
| 2   | Oezbekistan | 3   | 1 | 2 | 0 | 5   | 4  | 1  | +3  | Naar knock-outfase |
| 3   | Syrië       | 3   | 1 | 1 | 1 | 4   | 1  | 1  | 0   | Naar knock-outfase |
| 4   | India       | 3   | 0 | 0 | 3 | 0   | 0  | 6  | −6  |                    |

|                                                  |                    |         |       |                                                                                        |
| 13 januari 2024 «onderlinge duels» 14:30 (UTC+3) | Australië          | 2 – 0   | India | Ahmed bin Alistadion, Ar Rayyan Toeschouwers: 35.253 Scheidsrechter: Yoshimi Yamashita |
| 13 januari 2024 «onderlinge duels» 14:30 (UTC+3) | Irvine 50' Bos 73' | Verslag |       | Ahmed bin Alistadion, Ar Rayyan Toeschouwers: 35.253 Scheidsrechter: Yoshimi Yamashita |

|                                                  |             |       |       |                                                                                      |
| 13 januari 2024 «onderlinge duels» 20:30 (UTC+3) | Oezbekistan | 0 – 0 | Syrië | Jassim Bin Hamadstadion, Ar Rayyan Toeschouwers: 10.198 Scheidsrechter: Ahmed Al-Kaf |
| 13 januari 2024 «onderlinge duels» 20:30 (UTC+3) | Verslag     |       |       | Jassim Bin Hamadstadion, Ar Rayyan Toeschouwers: 10.198 Scheidsrechter: Ahmed Al-Kaf |

|                                                  |       |         |            |                                                                                       |
| 18 januari 2024 «onderlinge duels» 14:30 (UTC+3) | Syrië | 0 – 1   | Australië  | Jassim Bin Hamadstadion, Ar Rayyan Toeschouwers: 10.097 Scheidsrechter: Adel Al-Naqbi |
| 18 januari 2024 «onderlinge duels» 14:30 (UTC+3) |       | Verslag | 59' Irvine | Jassim Bin Hamadstadion, Ar Rayyan Toeschouwers: 10.097 Scheidsrechter: Adel Al-Naqbi |

|                                                  |       |         |                                               |                                                                              |
| 18 januari 2024 «onderlinge duels» 17:30 (UTC+3) | India | 0 – 3   | Oezbekistan                                   | Ahmed bin Alistadion, Ar Rayyan Toeschouwers: 38.491 Scheidsrechter: Fu Ming |
| 18 januari 2024 «onderlinge duels» 17:30 (UTC+3) |       | Verslag | 4' Fayzullaev 18' Sergejev 45+4' Nasroellajev | Ahmed bin Alistadion, Ar Rayyan Toeschouwers: 38.491 Scheidsrechter: Fu Ming |

|                                                  |                    |         |                 |                                                                               |
| 23 januari 2024 «onderlinge duels» 14:30 (UTC+3) | Australië          | 1 – 1   | Oezbekistan     | Al Janoubstadion, Al Wakrah Toeschouwers: 15.290 Scheidsrechter: Yusuke Araki |
| 23 januari 2024 «onderlinge duels» 14:30 (UTC+3) | Boyle 45+1' (pen.) | Verslag | 78' Toegoenboev | Al Janoubstadion, Al Wakrah Toeschouwers: 15.290 Scheidsrechter: Yusuke Araki |

|                                                  |             |         |       |                                                                                |
| 23 januari 2024 «onderlinge duels» 14:30 (UTC+3) | Syrië       | 1 – 0   | India | Al Baytstadion, Al Khawr Toeschouwers: 42.787 Scheidsrechter: Sivakorn Pu-udom |
| 23 januari 2024 «onderlinge duels» 14:30 (UTC+3) | Khribin 76' | Verslag |       | Al Baytstadion, Al Khawr Toeschouwers: 42.787 Scheidsrechter: Sivakorn Pu-udom |

### Groep C
| Pos | Team                         | Wed | W | G | V | Ptn | DV | DT | +/− | Kwalificatie       |
| --- | ---------------------------- | --- | - | - | - | --- | -- | -- | --- | ------------------ |
| 1   | Iran                         | 3   | 3 | 0 | 0 | 9   | 7  | 2  | +5  | Naar knock-outfase |
| 2   | Verenigde Arabische Emiraten | 3   | 1 | 1 | 1 | 4   | 5  | 4  | +1  | Naar knock-outfase |
| 3   | Palestina                    | 3   | 1 | 1 | 1 | 4   | 5  | 5  | 0   | Naar knock-outfase |
| 4   | Hongkong                     | 3   | 0 | 0 | 3 | 0   | 1  | 7  | −6  |                    |

|                                                  |                                                     |         |                   |                                                                                              |
| 14 januari 2024 «onderlinge duels» 17:30 (UTC+3) | Verenigde Arabische Emiraten                        | 3 – 1   | Hongkong          | Khalifa Internationaal Stadion, Ar Rayyan Toeschouwers: 15.586 Scheidsrechter: Muhammad Taqi |
| 14 januari 2024 «onderlinge duels» 17:30 (UTC+3) | Adil 34' (pen.) Sultan 52' Al-Ghassani 90+5' (pen.) | Verslag | 49' Chan Siu Kwan | Khalifa Internationaal Stadion, Ar Rayyan Toeschouwers: 15.586 Scheidsrechter: Muhammad Taqi |

|                                                  |                                                      |         |             |                                                                                             |
| 14 januari 2024 «onderlinge duels» 20:30 (UTC+3) | Iran                                                 | 4 – 1   | Palestina   | Education Citystadion, Ar Rayyan Toeschouwers: 27.691 Scheidsrechter: Abdulrahman Al-Jassim |
| 14 januari 2024 «onderlinge duels» 20:30 (UTC+3) | Ansarifard 2' Khalilzadeh 12' Ghayedi 38' Azmoun 55' | Verslag | 45+6' Seyam | Education Citystadion, Ar Rayyan Toeschouwers: 27.691 Scheidsrechter: Abdulrahman Al-Jassim |

|                                                  |                                    |         |                              |                                                                               |
| 18 januari 2024 «onderlinge duels» 20:30 (UTC+3) | Palestina                          | 1 – 1   | Verenigde Arabische Emiraten | Al Janoubstadion, Al Wakrah Toeschouwers: 41.986 Scheidsrechter: Ahmad Al-Ali |
| 18 januari 2024 «onderlinge duels» 20:30 (UTC+3) | Seyam 39' (pen.) Nasser 50' (e.d.) | Verslag | 23' Adil 37' Al Hammadi      | Al Janoubstadion, Al Wakrah Toeschouwers: 41.986 Scheidsrechter: Ahmad Al-Ali |

|                                                  |          |         |             |                                                                                             |
| 19 januari 2024 «onderlinge duels» 20:30 (UTC+3) | Hongkong | 0 – 1   | Iran        | Khalifa Internationaal Stadion, Ar Rayyan Toeschouwers: 36.412 Scheidsrechter: Hanna Hattab |
| 19 januari 2024 «onderlinge duels» 20:30 (UTC+3) |          | Verslag | 24' Ghayedi | Khalifa Internationaal Stadion, Ar Rayyan Toeschouwers: 36.412 Scheidsrechter: Hanna Hattab |

|                                                  |                 |         |                               |                                                                                       |
| 23 januari 2024 «onderlinge duels» 18:00 (UTC+3) | Iran            | 2 – 1   | Verenigde Arabische Emiraten  | Education Citystadion, Ar Rayyan Toeschouwers: 34.259 Scheidsrechter: Ilgiz Tantasjev |
| 23 januari 2024 «onderlinge duels» 18:00 (UTC+3) | Taremi 26', 65' | Verslag | 64' (pen.), 90+3' Al-Ghassani | Education Citystadion, Ar Rayyan Toeschouwers: 34.259 Scheidsrechter: Ilgiz Tantasjev |

|                                                  |                      |         |                             |                                                                                   |
| 23 januari 2024 «onderlinge duels» 18:00 (UTC+3) | Hongkong             | 0 – 3   | Palestina                   | Abdullah bin Khalifastadion, Doha Toeschouwers: 6.568 Scheidsrechter: Shaun Evans |
| 23 januari 2024 «onderlinge duels» 18:00 (UTC+3) | Camargo 90+9' (pen.) | Verslag | 12', 60' Dabbagh 48' Qunbar | Abdullah bin Khalifastadion, Doha Toeschouwers: 6.568 Scheidsrechter: Shaun Evans |

### Groep D
| Pos | Team      | Wed | W | G | V | Ptn | DV | DT | +/− | Kwalificatie       |
| --- | --------- | --- | - | - | - | --- | -- | -- | --- | ------------------ |
| 1   | Irak      | 3   | 3 | 0 | 0 | 9   | 8  | 4  | +4  | Naar knock-outfase |
| 2   | Japan     | 3   | 2 | 0 | 1 | 6   | 8  | 5  | +3  | Naar knock-outfase |
| 3   | Indonesië | 3   | 1 | 0 | 2 | 3   | 3  | 6  | −3  | Naar knock-outfase |
| 4   | Vietnam   | 3   | 0 | 0 | 3 | 0   | 4  | 8  | −4  |                    |

|                                                  |                                           |         |                                       |                                                                             |
| 14 januari 2024 «onderlinge duels» 14:30 (UTC+3) | Japan                                     | 4 – 2   | Vietnam                               | Al Thumamastadion, Doha Toeschouwers: 17.385 Scheidsrechter: Kim Jong-hyeok |
| 14 januari 2024 «onderlinge duels» 14:30 (UTC+3) | Minamino 11', 45' Nakamura 45+4' Ueda 85' | Verslag | 16' Nguyễn Đình Bắc 33' Phạm Tuấn Hải | Al Thumamastadion, Doha Toeschouwers: 17.385 Scheidsrechter: Kim Jong-hyeok |

|                                                  |               |         |                                     |                                                                                      |
| 15 januari 2024 «onderlinge duels» 17:30 (UTC+3) | Indonesië     | 1 – 3   | Irak                                | Ahmed bin Alistadion, Ar Rayyan Toeschouwers: 16.532 Scheidsrechter: Ilgiz Tantasjev |
| 15 januari 2024 «onderlinge duels» 17:30 (UTC+3) | Marselino 37' | Verslag | 17' M. Ali 45+7' Rashid 75' Hussein | Ahmed bin Alistadion, Ar Rayyan Toeschouwers: 16.532 Scheidsrechter: Ilgiz Tantasjev |

|                                                  |                   |         |            |                                                                                        |
| 19 januari 2024 «onderlinge duels» 14:30 (UTC+3) | Irak              | 2 – 1   | Japan      | Education Citystadion, Ar Rayyan Toeschouwers: 38.663 Scheidsrechter: Khalid Al-Turais |
| 19 januari 2024 «onderlinge duels» 14:30 (UTC+3) | Hussein 5', 45+4' | Verslag | 90+3' Endō | Education Citystadion, Ar Rayyan Toeschouwers: 38.663 Scheidsrechter: Khalid Al-Turais |

|                                                  |                               |         |                   |                                                                                         |
| 19 januari 2024 «onderlinge duels» 17:30 (UTC+3) | Vietnam                       | 0 – 1   | Indonesië         | Abdullah bin Khalifastadion, Doha Toeschouwers: 7.253 Scheidsrechter: Sadullo Gulmurodi |
| 19 januari 2024 «onderlinge duels» 17:30 (UTC+3) | Lê Phạm Thành Long 83', 90+1' | Verslag | 42' (pen.) Asnawi | Abdullah bin Khalifastadion, Doha Toeschouwers: 7.253 Scheidsrechter: Sadullo Gulmurodi |

|                                                  |                                       |         |             |                                                                              |
| 24 januari 2024 «onderlinge duels» 14:30 (UTC+3) | Japan                                 | 3 – 1   | Indonesië   | Al Thumamastadion, Doha Toeschouwers: 26.453 Scheidsrechter: Khamis Al-Marri |
| 24 januari 2024 «onderlinge duels» 14:30 (UTC+3) | Ueda 6' (pen.), 52' Hubner 88' (e.d.) | Verslag | 90+1' Walsh | Al Thumamastadion, Doha Toeschouwers: 26.453 Scheidsrechter: Khamis Al-Marri |

|                                                  |                                       |         |                                                                         |                                                                                         |
| 24 januari 2024 «onderlinge duels» 14:30 (UTC+3) | Irak                                  | 3 – 2   | Vietnam                                                                 | Jassim Bin Hamadstadion, Ar Rayyan Toeschouwers: 8.932 Scheidsrechter: Nazmi Nasaruddin |
| 24 januari 2024 «onderlinge duels» 14:30 (UTC+3) | Sulaka 47' Hussein 73', 90+12' (pen.) | Verslag | 42' Bùi Hoàng Việt Anh 6', 45+4' Khuất Văn Khang 90+1' Nguyễn Quang Hải | Jassim Bin Hamadstadion, Ar Rayyan Toeschouwers: 8.932 Scheidsrechter: Nazmi Nasaruddin |

### Groep E
| Pos | Team       | Wed | W | G | V | Ptn | DV | DT | +/− | Kwalificatie       |
| --- | ---------- | --- | - | - | - | --- | -- | -- | --- | ------------------ |
| 1   | Bahrein    | 3   | 2 | 0 | 1 | 6   | 3  | 3  | 0   | Naar knock-outfase |
| 2   | Zuid-Korea | 3   | 1 | 2 | 0 | 5   | 8  | 6  | +2  | Naar knock-outfase |
| 3   | Jordanië   | 3   | 1 | 1 | 1 | 4   | 6  | 3  | +3  | Naar knock-outfase |
| 4   | Maleisië   | 3   | 0 | 1 | 2 | 1   | 3  | 8  | −5  |                    |

|                                                  |                                        |         |                 |                                                                                |
| 15 januari 2024 «onderlinge duels» 14:30 (UTC+3) | Zuid-Korea                             | 3 – 1   | Bahrein         | Jassim Bin Hamadstadion, Ar Rayyan Toeschouwers: 8.388 Scheidsrechter: Ma Ning |
| 15 januari 2024 «onderlinge duels» 14:30 (UTC+3) | Hwang In-beom 38' Lee Kang-in 56', 68' | Verslag | 51' Al-Hashsash | Jassim Bin Hamadstadion, Ar Rayyan Toeschouwers: 8.388 Scheidsrechter: Ma Ning |

|                                                  |          |         |                                              |                                                                                                  |
| 15 januari 2024 «onderlinge duels» 20:30 (UTC+3) | Maleisië | 0 – 4   | Jordanië                                     | Al Janoubstadion, Al Wakrah Toeschouwers: 20.410 Scheidsrechter: Mohammed Abdulla Hassan Mohamed |
| 15 januari 2024 «onderlinge duels» 20:30 (UTC+3) |          | Verslag | 12', 32' Al-Mardi 18' (pen.), 85' Al-Taamari | Al Janoubstadion, Al Wakrah Toeschouwers: 20.410 Scheidsrechter: Mohammed Abdulla Hassan Mohamed |

|                                                  |                                          |         |                                              |                                                                            |
| 20 januari 2024 «onderlinge duels» 14:30 (UTC+3) | Jordanië                                 | 2 – 2   | Zuid-Korea                                   | Al Thumamastadion, Doha Toeschouwers: 36.627 Scheidsrechter: Salman Falahi |
| 20 januari 2024 «onderlinge duels» 14:30 (UTC+3) | Park Yong-woo 37' (e.d.) Al-Naimat 45+6' | Verslag | 9' (pen.) Son Hueng-min 90+1' (e.d.) Al-Arab | Al Thumamastadion, Doha Toeschouwers: 36.627 Scheidsrechter: Salman Falahi |

|                                                  |             |         |          |                                                                                      |
| 20 januari 2024 «onderlinge duels» 17:30 (UTC+3) | Bahrein     | 1 – 0   | Maleisië | Jassim Bin Hamadstadion, Ar Rayyan Toeschouwers: 10.386 Scheidsrechter: Ahmed Al-Kaf |
| 20 januari 2024 «onderlinge duels» 17:30 (UTC+3) | Madan 90+5' | Verslag |          | Jassim Bin Hamadstadion, Ar Rayyan Toeschouwers: 10.386 Scheidsrechter: Ahmed Al-Kaf |

|                                                  |                                                                |         |                                           |                                                                                   |
| 25 januari 2024 «onderlinge duels» 14:30 (UTC+3) | Zuid-Korea                                                     | 3 – 3   | Maleisië                                  | Al Janoubstadion, Al Wakrah Toeschouwers: 30.117 Scheidsrechter: Khalid Al-Turais |
| 25 januari 2024 «onderlinge duels» 14:30 (UTC+3) | Jeong Woo-yeong 21' Lee Kang-in 82' Son Heung-min 90+4' (pen.) | Verslag | 51' Faisal 62' (pen.) Arif 90+15' Morales | Al Janoubstadion, Al Wakrah Toeschouwers: 30.117 Scheidsrechter: Khalid Al-Turais |

|                                                  |          |         |           |                                                                                            |
| 25 januari 2024 «onderlinge duels» 14:30 (UTC+3) | Jordanië | 0 – 1   | Bahrein   | Khalifa Internationaal Stadion, Ar Rayyan Toeschouwers: 39.650 Scheidsrechter: Omar Al-Ali |
| 25 januari 2024 «onderlinge duels» 14:30 (UTC+3) |          | Verslag | 34' Helal | Khalifa Internationaal Stadion, Ar Rayyan Toeschouwers: 39.650 Scheidsrechter: Omar Al-Ali |

### Groep F
| Pos | Team          | Wed | W | G | V | Ptn | DV | DT | +/− | Kwalificatie       |
| --- | ------------- | --- | - | - | - | --- | -- | -- | --- | ------------------ |
| 1   | Saoedi-Arabië | 3   | 2 | 1 | 0 | 7   | 4  | 1  | +3  | Naar knock-outfase |
| 2   | Thailand      | 3   | 1 | 2 | 0 | 5   | 2  | 0  | +2  | Naar knock-outfase |
| 3   | Oman          | 3   | 0 | 2 | 1 | 2   | 2  | 3  | −1  |                    |
| 4   | Kirgizië      | 3   | 0 | 1 | 2 | 1   | 1  | 5  | −4  |                    |

|                                                  |                   |         |          |                                                                                       |
| 16 januari 2024 «onderlinge duels» 17:30 (UTC+3) | Thailand          | 2 – 0   | Kirgizië | Abdullah bin Khalifastadion, Doha Toeschouwers: 4.530 Scheidsrechter: Adham Makhadmeh |
| 16 januari 2024 «onderlinge duels» 17:30 (UTC+3) | Supachai 26', 48' | Verslag |          | Abdullah bin Khalifastadion, Doha Toeschouwers: 4.530 Scheidsrechter: Adham Makhadmeh |

|                                                  |                              |         |                       |                                                                                            |
| 16 januari 2024 «onderlinge duels» 20:30 (UTC+3) | Saoedi-Arabië                | 2 – 1   | Oman                  | Khalifa Internationaal Stadion, Ar Rayyan Toeschouwers: 41.987 Scheidsrechter: Shaun Evans |
| 16 januari 2024 «onderlinge duels» 20:30 (UTC+3) | Ghareeb 78' Al-Bulaihi 90+6' | Verslag | 14' (pen.) Al-Yahyaei | Khalifa Internationaal Stadion, Ar Rayyan Toeschouwers: 41.987 Scheidsrechter: Shaun Evans |

|                                                  |         |       |          |                                                                                         |
| 21 januari 2024 «onderlinge duels» 17:30 (UTC+3) | Oman    | 0 – 0 | Thailand | Abdullah bin Khalifastadion, Doha Toeschouwers: 6.340 Scheidsrechter: Mooud Bonyadifard |
| 21 januari 2024 «onderlinge duels» 17:30 (UTC+3) | Verslag |       |          | Abdullah bin Khalifastadion, Doha Toeschouwers: 6.340 Scheidsrechter: Mooud Bonyadifard |

|                                                  |                     |         |                         |                                                                                  |
| 21 januari 2024 «onderlinge duels» 20:30 (UTC+3) | Kirgizië            | 0 – 2   | Saoedi-Arabië           | Ahmed bin Alistadion, Ar Rayyan Toeschouwers: 39.557 Scheidsrechter: Jumpei Iida |
| 21 januari 2024 «onderlinge duels» 20:30 (UTC+3) | Akmatov 9' Merk 52' | Verslag | 35' Kanno 84' Al-Ghamdi | Ahmed bin Alistadion, Ar Rayyan Toeschouwers: 39.557 Scheidsrechter: Jumpei Iida |

|                                                  |                  |         |          |                                                                                   |
| 25 januari 2024 «onderlinge duels» 18:00 (UTC+3) | Saoedi-Arabië    | 0 – 0   | Thailand | Education Citystadion, Ar Rayyan Toeschouwers: 38.773 Scheidsrechter: Kim Hee-gon |
| 25 januari 2024 «onderlinge duels» 18:00 (UTC+3) | Radif 12' (pen.) | Verslag |          | Education Citystadion, Ar Rayyan Toeschouwers: 38.773 Scheidsrechter: Kim Hee-gon |

|                                                  |          |         |                |                                                                                    |
| 25 januari 2024 «onderlinge duels» 18:00 (UTC+3) | Kirgizië | 1 – 1   | Oman           | Abdullah bin Khalifastadion, Doha Toeschouwers: 6.231 Scheidsrechter: Ahmad Al-Ali |
| 25 januari 2024 «onderlinge duels» 18:00 (UTC+3) | Kojo 80' | Verslag | 8' Al-Ghassani | Abdullah bin Khalifastadion, Doha Toeschouwers: 6.231 Scheidsrechter: Ahmad Al-Ali |

### Stand derde geplaatste teams
De vier beste derde geplaatste teams gaan door naar de volgende ronde.
| Pos | Grp | Team      | Wed | W | G | V | Ptn | DV | DT | +/− | Kwalificatie                    |
| --- | --- | --------- | --- | - | - | - | --- | -- | -- | --- | ------------------------------- |
| 1   | E   | Jordanië  | 3   | 1 | 1 | 1 | 4   | 6  | 3  | +3  | Geplaatst voor de knock-outfase |
| 2   | C   | Palestina | 3   | 1 | 1 | 1 | 4   | 3  | 5  | −2  | Geplaatst voor de knock-outfase |
| 3   | B   | Syrië     | 3   | 1 | 1 | 1 | 4   | 1  | 1  | 0   | Geplaatst voor de knock-outfase |
| 4   | D   | Indonesië | 3   | 1 | 0 | 2 | 3   | 3  | 6  | −3  | Geplaatst voor de knock-outfase |
| 5   | F   | Oman      | 3   | 0 | 2 | 1 | 2   | 2  | 3  | −1  |                                 |
| 6   | A   | China     | 3   | 0 | 2 | 1 | 2   | 0  | 1  | −1  |                                 |

## Knock-outfase
|  | Achtste finale               | Achtste finale         |                        |       | Kwartfinale | Kwartfinale |  |  | Halve finale | Halve finale |  |  | Finale | Finale |
|  |                              |                        |                        |       |             |             |  |  |              |              |  |  |        |        |
|  | 28 januari – Ar Rayyan       |                        |                        |       |             |             |  |  |              |              |  |  |        |        |
|  |                              |                        |                        |       |             |             |  |  |              |              |  |  |        |        |
|  | Tadzjikistan (w.n.s.)        | 1 (5)                  |                        |       |             |             |  |  |              |              |  |  |        |        |
|  | Tadzjikistan (w.n.s.)        | 1 (5)                  | 2 februari – Ar Rayyan |       |             |             |  |  |              |              |  |  |        |        |
|  | Verenigde Arabische Emiraten | 1 (3)                  |                        |       |             |             |  |  |              |              |  |  |        |        |
|  | Verenigde Arabische Emiraten | 1 (3)                  | Tadzjikistan           | 0     |             |             |  |  |              |              |  |  |        |        |
|  | 29 januari – Ar Rayyan       |                        | Tadzjikistan           | 0     |             |             |  |  |              |              |  |  |        |        |
|  |                              | Jordanië               | 1                      |       |             |             |  |  |              |              |  |  |        |        |
|  | Irak                         | Jordanië               | 1                      | 2     |             |             |  |  |              |              |  |  |        |        |
|  | Irak                         |                        | 6 februari – Ar Rayyan | 2     |             |             |  |  |              |              |  |  |        |        |
|  | Jordanië                     | 3                      |                        |       |             |             |  |  |              |              |  |  |        |        |
|  | Jordanië                     | 3                      | Jordanië               | 2     |             |             |  |  |              |              |  |  |        |        |
|  | 28 januari – Ar Rayyan       |                        | Jordanië               | 2     |             |             |  |  |              |              |  |  |        |        |
|  |                              | Zuid-Korea             | 0                      |       |             |             |  |  |              |              |  |  |        |        |
|  | Australië                    | Zuid-Korea             | 0                      | 4     |             |             |  |  |              |              |  |  |        |        |
|  | Australië                    | 2 februari – Al Wakrah |                        | 4     |             |             |  |  |              |              |  |  |        |        |
|  | Indonesië                    | 0                      |                        |       |             |             |  |  |              |              |  |  |        |        |
|  | Indonesië                    | 0                      | Australië              | 1     |             |             |  |  |              |              |  |  |        |        |
|  | 30 januari – Ar Rayyan       |                        | Australië              | 1     |             |             |  |  |              |              |  |  |        |        |
|  |                              | Zuid-Korea (w.n.v.)    | 2                      |       |             |             |  |  |              |              |  |  |        |        |
|  | Saoedi-Arabië                | Zuid-Korea (w.n.v.)    | 2                      | 1 (2) |             |             |  |  |              |              |  |  |        |        |
|  | Saoedi-Arabië                |                        | 10 februari – Lusail   | 1 (2) |             |             |  |  |              |              |  |  |        |        |
|  | Zuid-Korea (w.n.s.)          | 1 (4)                  |                        |       |             |             |  |  |              |              |  |  |        |        |
|  | Zuid-Korea (w.n.s.)          | 1 (4)                  | Jordanië               | 1     |             |             |  |  |              |              |  |  |        |        |
|  | 31 januari – Doha            |                        | Jordanië               | 1     |             |             |  |  |              |              |  |  |        |        |
|  |                              | Qatar                  | 3                      |       |             |             |  |  |              |              |  |  |        |        |
|  | Iran (w.n.s.)                | Qatar                  | 3                      | 1 (5) |             |             |  |  |              |              |  |  |        |        |
|  | Iran (w.n.s.)                | 3 februari – Ar Rayyan |                        | 1 (5) |             |             |  |  |              |              |  |  |        |        |
|  | Syrië                        | 1 (3)                  |                        |       |             |             |  |  |              |              |  |  |        |        |
|  | Syrië                        | 1 (3)                  | Iran                   | 2     |             |             |  |  |              |              |  |  |        |        |
|  | 31 januari – Doha            |                        | Iran                   | 2     |             |             |  |  |              |              |  |  |        |        |
|  |                              | Japan                  | 1                      |       |             |             |  |  |              |              |  |  |        |        |
|  | Bahrein                      | Japan                  | 1                      | 1     |             |             |  |  |              |              |  |  |        |        |
|  | Bahrein                      |                        | 6 februari – Doha      | 1     |             |             |  |  |              |              |  |  |        |        |
|  | Japan                        | 3                      |                        |       |             |             |  |  |              |              |  |  |        |        |
|  | Japan                        | 3                      | Iran                   | 2     |             |             |  |  |              |              |  |  |        |        |
|  | 29 januari – Al Khawr        |                        | Iran                   | 2     |             |             |  |  |              |              |  |  |        |        |
|  |                              | Qatar                  | 3                      |       |             |             |  |  |              |              |  |  |        |        |
|  | Qatar                        | Qatar                  | 3                      | 2     |             |             |  |  |              |              |  |  |        |        |
|  | Qatar                        | 3 februari – Al Khawr  |                        | 2     |             |             |  |  |              |              |  |  |        |        |
|  | Palestina                    | 1                      |                        |       |             |             |  |  |              |              |  |  |        |        |
|  | Palestina                    | 1                      | Qatar (w.n.s.)         | 1 (3) |             |             |  |  |              |              |  |  |        |        |
|  | 30 januari – Al Wakrah       |                        | Qatar (w.n.s.)         | 1 (3) |             |             |  |  |              |              |  |  |        |        |
|  |                              | Oezbekistan            | 1 (2)                  |       |             |             |  |  |              |              |  |  |        |        |
|  | Oezbekistan                  | Oezbekistan            | 1 (2)                  | 2     |             |             |  |  |              |              |  |  |        |        |
|  | Oezbekistan                  |                        |                        | 2     |             |             |  |  |              |              |  |  |        |        |
|  | Thailand                     | 1                      |                        |       |             |             |  |  |              |              |  |  |        |        |
|  | Thailand                     | 1                      |                        |       |             |             |  |  |              |              |  |  |        |        |

### Achtste finales
|                                                  |                                                        |         |           | |
| 28 januari 2024 «onderlinge duels» 14:30 (UTC+3) | Australië                                              | 4 – 0   | Indonesië | Jassim Bin Hamadstadion, Ar Rayyan Toeschouwers: 7.863 Scheidsrechter: Mohammed Abdulla Hassan Mohamed |
| 28 januari 2024 «onderlinge duels» 14:30 (UTC+3) | Baggott 12' (e.d.) Boyle 45' Goodwin 89' Souttar 90+1' | Verslag |           | Jassim Bin Hamadstadion, Ar Rayyan Toeschouwers: 7.863 Scheidsrechter: Mohammed Abdulla Hassan Mohamed |

|                                                  |                                               |              |                              |                                                                                   |
| 28 januari 2024 «onderlinge duels» 19:00 (UTC+3) | Tadzjikistan                                  | 1 – 1 (n.v.) | Verenigde Arabische Emiraten | Ahmed bin Alistadion, Ar Rayyan Toeschouwers: 33.584 Scheidsrechter: Yusuke Araki |
| 28 januari 2024 «onderlinge duels» 19:00 (UTC+3) | Hannonov 30'                                  | Verslag      | 90+5' Al Hammadi             | Ahmed bin Alistadion, Ar Rayyan Toeschouwers: 33.584 Scheidsrechter: Yusuke Araki |
| 28 januari 2024 «onderlinge duels» 19:00 (UTC+3) | Strafschoppen                                 |              |                              | Ahmed bin Alistadion, Ar Rayyan Toeschouwers: 33.584 Scheidsrechter: Yusuke Araki |
| 28 januari 2024 «onderlinge duels» 19:00 (UTC+3) | Nazarov Hannonov Panjshanbe Sojrov Sjoekoerov | 5 – 3        | Idrees Caio Lima Saleh       | Ahmed bin Alistadion, Ar Rayyan Toeschouwers: 33.584 Scheidsrechter: Yusuke Araki |

|                                                  |                                   |         |                                                |                                                                                                |
| 29 januari 2024 «onderlinge duels» 14:30 (UTC+3) | Irak                              | 2 – 3   | Jordanië                                       | Khalifa Internationaal Stadion, Ar Rayyan Toeschouwers: 35.814 Scheidsrechter: Alireza Faghani |
| 29 januari 2024 «onderlinge duels» 14:30 (UTC+3) | Natiq 68' Hussein 76', 45+3', 76' | Verslag | 45+1' Al-Naimat 90+5' Al-Arab 90+7' Al-Rashdan | Khalifa Internationaal Stadion, Ar Rayyan Toeschouwers: 35.814 Scheidsrechter: Alireza Faghani |

|                                                  |                                 |         |             |                                                                       |
| 29 januari 2024 «onderlinge duels» 19:00 (UTC+3) | Qatar                           | 2 – 1   | Palestina   | Al Baytstadion, Al Khawr Toeschouwers: 63.753 Scheidsrechter: Ma Ning |
| 29 januari 2024 «onderlinge duels» 19:00 (UTC+3) | Al-Haydos 45+6' Afif 49' (pen.) | Verslag | 37' Dabbagh | Al Baytstadion, Al Khawr Toeschouwers: 63.753 Scheidsrechter: Ma Ning |

|                                                  |                                |         |              |                                                                                   |
| 30 januari 2024 «onderlinge duels» 14:30 (UTC+3) | Oezbekistan                    | 2 – 1   | Thailand     | Al Janoubstadion, Al Wakrah Toeschouwers: 18.691 Scheidsrechter: Nazmi Nasaruddin |
| 30 januari 2024 «onderlinge duels» 14:30 (UTC+3) | Toegoenboev 37' Fayzullaev 65' | Verslag | 58' Supachok | Al Janoubstadion, Al Wakrah Toeschouwers: 18.691 Scheidsrechter: Nazmi Nasaruddin |

|                                                  |                                   |              |                                                          |                                                                                       |
| 30 januari 2024 «onderlinge duels» 19:00 (UTC+3) | Saoedi-Arabië                     | 1 – 1 (n.v.) | Zuid-Korea                                               | Education Citystadion, Ar Rayyan Toeschouwers: 42.389 Scheidsrechter: Ilgiz Tantasjev |
| 30 januari 2024 «onderlinge duels» 19:00 (UTC+3) | Radif 46'                         | Verslag      | 90+9' Cho Gue-sung                                       | Education Citystadion, Ar Rayyan Toeschouwers: 42.389 Scheidsrechter: Ilgiz Tantasjev |
| 30 januari 2024 «onderlinge duels» 19:00 (UTC+3) | Strafschoppen                     |              |                                                          | Education Citystadion, Ar Rayyan Toeschouwers: 42.389 Scheidsrechter: Ilgiz Tantasjev |
| 30 januari 2024 «onderlinge duels» 19:00 (UTC+3) | Kanno Abdulhamid Al-Najei Ghareeb | 2 – 4        | Son Heung-min Kim Young-gwon Cho Gue-sung Hwang Hee-chan | Education Citystadion, Ar Rayyan Toeschouwers: 42.389 Scheidsrechter: Ilgiz Tantasjev |

|                                                  |                 |         |                            |                                                                           |
| 31 januari 2024 «onderlinge duels» 14:30 (UTC+3) | Bahrein         | 1 – 3   | Japan                      | Al Thumamastadion, Doha Toeschouwers: 31.832 Scheidsrechter: Ahmad Al-Ali |
| 31 januari 2024 «onderlinge duels» 14:30 (UTC+3) | Ueda 64' (e.d.) | Verslag | 31' Doan 49' Kubo 72' Ueda | Al Thumamastadion, Doha Toeschouwers: 31.832 Scheidsrechter: Ahmad Al-Ali |

|                                                  |                                             |              |                              |                                                                                      |
| 31 januari 2024 «onderlinge duels» 19:00 (UTC+3) | Iran                                        | 1 – 1 (n.v.) | Syrië                        | Abdullah bin Khalifastadion, Doha Toeschouwers: 8.720 Scheidsrechter: Kim Jong-hyeok |
| 31 januari 2024 «onderlinge duels» 19:00 (UTC+3) | Taremi 34' (pen.), 81', 90+1'               | Verslag      | 64' (pen.) Khribin           | Abdullah bin Khalifastadion, Doha Toeschouwers: 8.720 Scheidsrechter: Kim Jong-hyeok |
| 31 januari 2024 «onderlinge duels» 19:00 (UTC+3) | Strafschoppen                               |              |                              | Abdullah bin Khalifastadion, Doha Toeschouwers: 8.720 Scheidsrechter: Kim Jong-hyeok |
| 31 januari 2024 «onderlinge duels» 19:00 (UTC+3) | Ansarifard Rezaeian Ebrahimi Torabi Hajsafi | 5 – 3        | Sabbag Youssef Ousou Al Dali | Abdullah bin Khalifastadion, Doha Toeschouwers: 8.720 Scheidsrechter: Kim Jong-hyeok |

### Kwartfinales
|                                                  |              |         |                     |                                                                              |
| 2 februari 2024 «onderlinge duels» 14:30 (UTC+3) | Tadzjikistan | 0 – 1   | Jordanië            | Ahmed bin Alistadion, Ar Rayyan Toeschouwers: 35.530 Scheidsrechter: Fu Ming |
| 2 februari 2024 «onderlinge duels» 14:30 (UTC+3) |              | Verslag | 66' (e.d.) Hannonov | Ahmed bin Alistadion, Ar Rayyan Toeschouwers: 35.530 Scheidsrechter: Fu Ming |

|                                                  |                            |              |                                                |                                                                               |
| 2 februari 2024 «onderlinge duels» 18:30 (UTC+3) | Australië                  | 1 – 2 (n.v.) | Zuid-Korea                                     | Al Janoubstadion, Al Wakrah Toeschouwers: 39.632 Scheidsrechter: Ahmed Al-Kaf |
| 2 februari 2024 «onderlinge duels» 18:30 (UTC+3) | Goodwin 42' O'Neill 105+4' | Verslag      | 90+6' (pen.) Hwang Hee-chan 104' Son Heung-min | Al Janoubstadion, Al Wakrah Toeschouwers: 39.632 Scheidsrechter: Ahmed Al-Kaf |

|                                                  |                                     |         |            |                                                                               |
| 3 februari 2024 «onderlinge duels» 14:30 (UTC+3) | Iran                                | 2 – 1   | Japan      | Education Citystadion, Ar Rayyan Toeschouwers: 35.640 Scheidsrechter: Ma Ning |
| 3 februari 2024 «onderlinge duels» 14:30 (UTC+3) | Mohebi 55' Jahanbakhsh 90+6' (pen.) | Verslag | 28' Morita | Education Citystadion, Ar Rayyan Toeschouwers: 35.640 Scheidsrechter: Ma Ning |

|                                                  |                                     |              |                                                          |                                                                           |
| 3 februari 2024 «onderlinge duels» 18:30 (UTC+3) | Qatar                               | 1 – 1 (n.v.) | Oezbekistan                                              | Al Baytstadion, Al Khawr Toeschouwers: 58.791 Scheidsrechter: Kim Hee-gon |
| 3 februari 2024 «onderlinge duels» 18:30 (UTC+3) | Joesoepov 27' (e.d.)                | Verslag      | 59' Hamrobekov                                           | Al Baytstadion, Al Khawr Toeschouwers: 58.791 Scheidsrechter: Kim Hee-gon |
| 3 februari 2024 «onderlinge duels» 18:30 (UTC+3) | Strafschoppen                       |              |                                                          | Al Baytstadion, Al Khawr Toeschouwers: 58.791 Scheidsrechter: Kim Hee-gon |
| 3 februari 2024 «onderlinge duels» 18:30 (UTC+3) | Afif Ali Ali Mukhtar Al-Brake Ró-Ró | 3 – 2        | Sjoekoerov Asjoermatov Oemarov Abdoerachmatov Masjaripov | Al Baytstadion, Al Khawr Toeschouwers: 58.791 Scheidsrechter: Kim Hee-gon |

### Halve finales
|                                                  |                              |         |            | |
| 6 februari 2024 «onderlinge duels» 18:00 (UTC+3) | Jordanië                     | 2 – 0   | Zuid-Korea | Ahmed bin Alistadion, Ar Rayyan Toeschouwers: 42.850 Scheidsrechter: Mohammed Abdulla Hassan Mohamed |
| 6 februari 2024 «onderlinge duels» 18:00 (UTC+3) | Al-Naimat 53' Al-Taamari 66' | Verslag |            | Ahmed bin Alistadion, Ar Rayyan Toeschouwers: 42.850 Scheidsrechter: Mohammed Abdulla Hassan Mohamed |

|                                                  |                                                    |         |                            |                                                                           |
| 7 februari 2024 «onderlinge duels» 18:00 (UTC+3) | Iran                                               | 2 – 3   | Qatar                      | Al Thumamastadion, Doha Toeschouwers: 40.342 Scheidsrechter: Ahmad Al-Ali |
| 7 februari 2024 «onderlinge duels» 18:00 (UTC+3) | Azmoun 4' Jahanbakhsh 51' (pen.) Khalilzadeh 90+3' | Verslag | 17' Gaber 43' Afif 82' Ali | Al Thumamastadion, Doha Toeschouwers: 40.342 Scheidsrechter: Ahmad Al-Ali |

### Finale
|                                                   |               |         |                                           |                                                                    |
| 10 februari 2024 «onderlinge duels» 18:00 (UTC+3) | Jordanië      | 1 – 3   | Qatar                                     | Lusailstadion, Lusail Toeschouwers: 86.492 Scheidsrechter: Ma Ning |
| 10 februari 2024 «onderlinge duels» 18:00 (UTC+3) | Al-Naimat 67' | Verslag | 22' (pen.), 73' (pen.), 90+5' (pen.) Afif | Lusailstadion, Lusail Toeschouwers: 86.492 Scheidsrechter: Ma Ning |

## Doelpuntenmakers
8 doelpunten
- Akram Afif

6 doelpunten
- Aymen Hussein

4 doelpunten
- Ayase Ueda
- Yazan Al-Naimat

3 doelpunten
- Mehdi Taremi
- Musa Al-Taamari
- Oday Dabbagh
- Lee Kang-in
- Son Heung-min

2 doelpunten
- Martin Boyle
- Craig Goodwin
- Jackson Irvine
- Sardar Azmoun
- Mehdi Ghayedi
- Alireza Jahanbakhsh
- Takumi Minamino
- Mahmoud Al-Mardi
- Abbosbek Fayzullaev
- Azizbek Toegoenboev
- Hassan Al-Haydos
- Almoez Ali
- Omar Khribin
- Supachai Chaided
- Sultan Adil
- Yahya Al-Ghassani

1 doelpunt
- Jordan Bos
- Harry Souttar
- Abdullah Al-Hashash
- Ali Madan
- Abdulla Yusuf Helal
- Chan Siu Kwan
- Marselino Ferdinan
- Asnawi Mangkualam
- Sandy Walsh
- Mohanad Ali
- Osama Rashid
- Saad Natiq
- Rebin Sulaka
- Karim Ansarifard
- Shojae Khalilzadeh
- Mohammad Mohebi
- Ritsu Doan
- Wataru Endo
- Takefusa Kubo
- Hidemasa Morita
- Keito Nakamura
- Yazan Al-Arab
- Nizar Al-Rashdan
- Joel Kojo
- Bassel Jradi
- Arif Aiman
- Faisal Halim
- Romel Morales
- Odiljon Hamrobekov
- Sjerzod Nasroellajev
- Igor Sergejev
- Muhsen Al-Ghassani
- Salaah Al-Yahyaei
- Zaid Qunbar
- Tamer Seyam
- Jassem Gaber
- Ali Al-Bulaihi
- Faisal Al-Ghamdi
- Abdulrahman Ghareeb
- Mohamed Kanno
- Abdullah Radif
- Noeriddin Hamrokulov
- Vahdat Hannonov
- Parvizjan Oemarbajev
- Supachok Sarachat
- Khalifa Al Hammadi
- Zayed Sultan
- Bùi Hoàng Việt Anh
- Nguyễn Đình Bắc
- Nguyễn Quang Hải
- Phạm Tuấn Hải
- Cho Gue-sung
- Hwang Hee-chan
- Hwang In-beom
- Jeong Woo-yeong

1 eigen doelpunt
- Elkan Baggott (tegen Australië)
- Justin Hubner (tegen Japan)
- Ayase Ueda (tegen Bahrein)
- Yazan Al-Arab (tegen Zuid-Korea)
- Utkir Joesoepov (tegen Qatar)
- Vahdat Hanonov (tegen Jordanië)
- Bader Nasser (tegen Palestina)
- Park Yong-woo (tegen Jordanië)